# 차단 (인터넷)
차단, 영구 정지 또는 영구 밴, 무기한 차단은 규칙이나 정책을 위반한 유저를 무기한으로 차단하는 이용자에 대한 제재이다.

## 위키에서
위키백과와 같은 위키계에서는 문서 훼손을 하거나 협업 정신에 위배되는 행위인 타인을 공격하는 것과 타인의 말을 무시하는 것은 위키백과 차단 정책을 비롯한 각 위키의 정책에 따라 사용자 계정에 한해 무기한 차단까지 이루어질 수 있다.

## 게임에서
게임에서는 핵과 버그를 이용하거나 이용 약관을 위반하여 게임 운영을 방해하거나 타인에게 피해를 주는 행위를 한 유저는 최대 영구 정지를 때린다.
가장 강력한 제재인 만큼 게임 회사는 신중하게 결정을 내려야 하기 때문에, 이용약관 위반이나 버그 등을 악용하여 심각하지 않은 정도로 금지된 행위를 하는 사용자는 일반적으로 기간제 차단 (O일, O개월, O년 동안) 을 당한다. 그러나 정도가 심각하거나 지속적으로 금지된 행위를 하는 유저에게 영구 정지를 때릴 수 있다.
특히, 해킹 툴을 사용하여 숫자를 조작하거나 공격력이나 공격속도를 증가시키는 에임핵, 벽을 넘어 공격하는 월핵 등이 핵의 대표적인 예로, 이 경우 한두번 만으로도 고의적으로 부정한 방법으로 대량의 이득을 취할 경우 제작자, 유포자 및 사용자는 차단뿐만 아니라 법적 처벌을 받는 경우도 존재한다. 이것은 밑의 사례에서 잘 나와 있다.
또한, 어떤 게임은, 특히 자신과 비슷한 실력끼리 매칭하는 게임에서는 본 계정이 아닌 지인, 동생, 그 외 제3자의 계정으로 대신 플레이하는 경우 또는 여러 사람이 이용하는 공용 계정을 사용하는 경우에도 이 제재 사유가 될 수 있다.

### 사례
배틀그라운드 게임에서의 핵 사용에 대해서 카카오게임즈 측은 핵을 제작하고 유포하는 이용자뿐만 아니라 핵을 쓴 유저를 영구정지 시키고, 형사고소까지 할 것이라고 밝혔다.

## 같이 보기
- FPS 게임